# Eusko Alkartasuna

Eusko Alkartasuna, Logo

Eusko Alkartasuna (EA) (deutsch Baskische Solidarität) ist eine baskische, sozialdemokratische Partei im gesamten Baskenland (sowohl in Spanien als auch in Frankreich). Seit 2012 gehört EA zu den Gründungsmitgliedern der Koalition Euskal Herria Bildu. Generalsekretärin der EA ist seit 2019 Eba Blanco de Angulo. Die Jugendorganisation ist Gazte Abertzaleak („Junge Patrioten“).

## Geschichte
Das Logo der Partei stellt die Buchstaben EA in weiß auf einem halb grünen, halb roten Eichenblatt dar. Beiname der Partei ist Euskal Sozialdemokrazia (Baskische Sozialdemokraten). Elkartasun ist das baskische Wort für Solidarität, alkartasun ist die dialektale Variante aus Bizkaia.
Die EA wurde im September 1986 von Carlos Garaikoetxea als Abspaltung der Baskischen Nationalistischen Partei (EAJ/PNV) begründet. Der erste Parteikongress fand 1987 in Pamplona statt und wählte Garaikoetxea zum ersten Parteivorsitzenden. Die Partei positionierte sich in der linken Mitte und war deutlich stärker mehr als die EAJ/PNV am Ziel eines unabhängigen des Baskenlandes orientiert. EA unterscheidet sich ideologisch von der christlich-konservativen PNV und bezeichnet sich als sozialdemokratisch, pazifistisch und konfessionslos. EA gehörte im Januar 1988 zu den Unterzeichnern der Abkommen von Ajuria Enea, mit dem sich mehrere baskische Parteien und die PSE-PSOE für eine politische Lösung des Konflikts im Baskenland aussprachen. Am 12. September 1998 gehörte Eusko Alkartasuna mit der EAJ/PNV und anderen baskischen Regionalparteien zu den Unterzeichnern des Paktes von Estella (auch Pakt von Lizarra genannt), der sich das Karfreitagsabkommen im Nordirlandkonflikt zum Vorbild nahm.

## Wahlergebnisse
Am 30. November 1986 trat die EA erstmals zu Wahlen an. Bei den Regionalwahlen in der Autonomen Region des Baskenlandes erhielt die EA 180.000 Stimmen in den drei Provinzen. Bei den Kommunalwahlen gewann EA 1987 das Bürgermeisteramt in Donostia / San Sebastián.
Auf europäischer Ebene beteiligt sich die EA an der Europäischen Freien Allianz (EFA), der Sammlungsbewegung europäischer Regionalparteien. Im Rahmen dieser Allianz tritt sie gemeinsam mit weiteren spanischen Parteien, der Chunta Aragonesista, der Esquerra Republicana de Catalunya, dem Partido Andalucista und dem Bloque Nacionalista Galego zu Europawahlen an. Bei der Europawahl 2004 erreichte diese Listenverbindung einen Sitz im Europaparlament, der zunächst von Bernat Joan i Marí (ERC), nach dessen Ausscheiden aus dem Parlament im Juni 2007 von EA-Mitglied Mikel Irujo eingenommen wurde.
Bei den Wahlen zum Spanischen Abgeordnetenhaus 2004 erhielt die EA 80.613 Stimmen (0,32 %) und gewann einen Sitz im Parlament für die Juristin Begoña Lasagabaster Olazábal (* 1964, Irún). Bei den Wahlen 2008 verlor die Partei ihren Sitz allerdings wieder. Im Baskenland erhielt sie etwa 30.000 Stimmen weniger als 2004 und kam statt auf 6,48 % nur noch auf 4,49 %.
Auf regionaler Ebene bildete die EA im Baskenland seit 1991 eine Regierungskoalition mit der PNV unter Ministerpräsident Juan José Ibarretxe (PNV), seit 2005 erweitert um EB (Ezker Batua), die baskische Schwesterpartei der spanischen Vereinigten Linken (Izquierda Unida, IU). PNV und EA traten dabei aus wahltaktischen Gründen zu den Regionalwahlen 2005 als Listenverbindung an und erhielten zusammen 38,6 % der Stimmen und 29 Sitze, von denen sieben an die EA gingen. Zu den Regionalwahlen am 1. März 2009 trat EA wieder allein an. Sie versuchte sich dabei durch einen stärker separatistischen Kurs von der PNV abzusetzen und zugleich das Wählerpotenzial anzusprechen, das durch das Verbot der linksnationalistischen Parteien ANV und EHAK frei geworden war. Allerdings erreichte sie mit dieser Strategie nur einen einzigen Sitz (3,7 % der Stimmen) und fiel damit hinter die einzig verbliebene legale Partei des bisher im politischen Spektrum durchaus bedeutenden linksnationalistischen Lagers, die Kleinpartei Aralar, zurück. Da außerdem auch EB Verluste erlitt, war die Regierungsbildung nach den Wahlen zunächst offen. Durch ein Bündnis mit der Partido Popular (PP) wurde am 5. Mai 2009 der Sozialist Patxi López von der PSE-EE (baskischer Arm der PSOE) zum Lehendakari (Präsidenten des Baskischen Parlaments) gewählt, womit die drei Jahrzehnte dauernde Regierungszeit der baskischen Nationalisten beendet wurde.
2012 trat EA bei den Wahlen zum baskischen Abgeordnetenhaus erstmals als Teil der Koalition EH Bildu an. Vier der insgesamt 21 Sitze der Koalition entfielen auf EA. In den Folgejahren nahm EA auch an den Wahlen zum Spanischen Parlament und zum Abgeordnetenhaus von Navarra als Teil von EH Bildu teil.
Auch nach der Neugründung von EH Bildu 2017 und trotz interner Kritik am zu geringen Einfluss darin, ist EA weiterhin Teil dieses Parteienbündnisses. Im Jahr 2022 entfielen rund 19 % der Mitglieder von EH Bildu auf EA. Im Jahr 2022 hatten EA-Vertrer im Baskenland, Navarra, und im Spanischen Parlament insgesamt 25 Wahlämter inne (im Jahr 2011 waren es noch 45), darunter 3 Abgeordnete im baskischen Parlament, einen im Parlamento de Navarra und einen im spanischen Senat.
Bei den Wahlen zum baskischen Parlament im April 2024 ist EA-Generalsekretärin Eba Blanco Kandidatin von EH Bildu für das Amt der Parlamentspräsidentin.